# Thorsby, Alabama
Thorsby là một thị trấn thuộc quận Chilton, tiểu bang Alabama, Hoa Kỳ. Dân số năm 2009 là 2100 người, mật độ đạt 158 người/km².